# Маланино
Маланѝно (на италиански: Malagnino, на местен диалект: Malagnèn, Маланиен) е село и община в Северна Италия, провинция Кремона, регион Ломбардия. Разположено е на 43 m надморска височина. Населението на общината е 1730 души (към 2017 г.).